# سيراس بيرس
سيراس بيرس (بالإنجليزية: Cyrus Peirce)‏ هو كاهن أمريكي، ولد في 15 أغسطس 1790 في والثام في الولايات المتحدة، وتوفي في 5 أبريل 1860 في West Newton, Massachusetts ‏ في الولايات المتحدة.